# 第一代貝蒂伯爵戴維·貝蒂

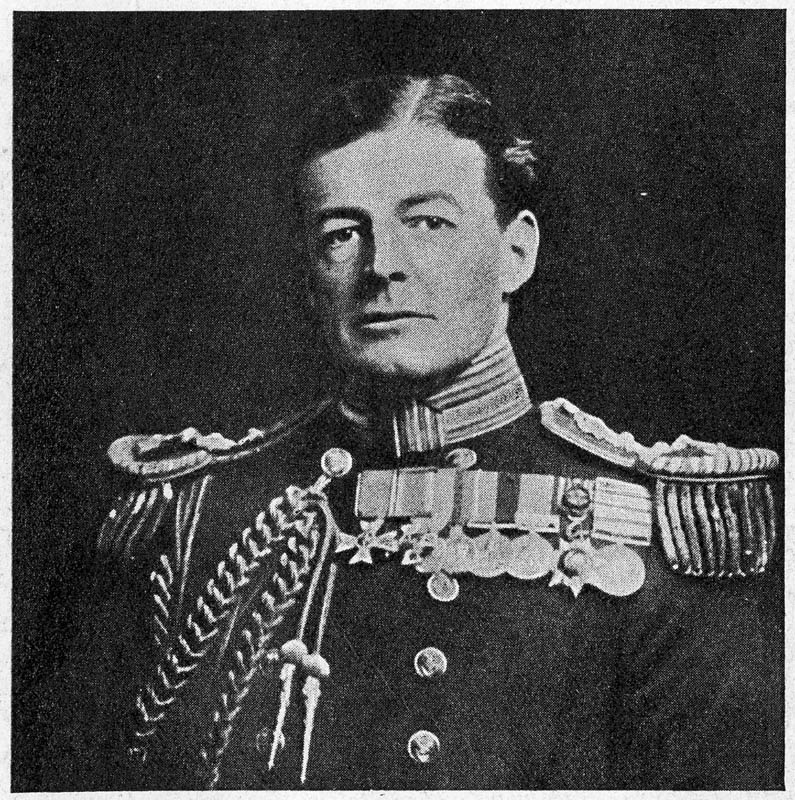
戴维·贝蒂，第一代贝蒂伯爵

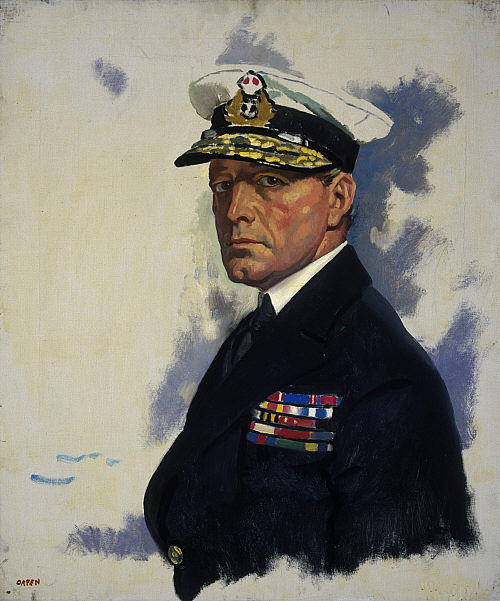
戴维·贝蒂，第一代贝蒂伯爵

戴维·贝蒂，北海和布鲁克斯比的贝蒂第一伯爵(英語：David Beatty, 1st Earl Beatty，1871年1月17日—1936年3月11日) 英国海军元帅，海军大臣。
贝蒂生于英格兰柴郡的豪贝克，是戴维·朗费尔德·贝蒂船长的第二个儿子。1884年进入了英国皇家海军。
1916年5月31日-6月10日参加英德两国的日德兰海战，在戰術不利的情況下依然完成戰鬥目標，顯示出貝蒂過人的膽量和指揮素養。但由于初期戰鬥指揮失誤造成第一戰列巡洋艦戰隊兩艘戰列巡洋艦遭到擊沉、2艘重創的損失，依然備受指責。1919年晋升为海军元帅，并受封为北海和布鲁克斯比的贝蒂第一伯爵，10月出任海军部第一大臣。